# Tesla Model Y L
De Tesla Model Y L is een elektrische auto van het merk Tesla. Het model is een variant van de Model Y met een langere wielbasis en zes zitplaatsen.
Op 16 juli 2025 werd het model onthuld door Tesla, op de Chinese microblogwebsite Weibo. Eind 2025 zal de verkoop in China van start gaan.
Het model is voorzien van vierwielaandrijving (AWD) door middel van twee elektromotoren, met een gecombineerd vermogen van 340 kW (456 pk). Verder is het model uitgerust met een NMC-accu geleverd door LG.